# Паэгле, Сприцис
Сприцис Паэгле (в российской историографии Сприцис Ян Паэгле; латыш. Spricis Paegle; 9 марта 1876 — 1 декабря 1962) — латвийский предприниматель, политик и общественный деятель. Один из подписантов Меморандума Латвийского Совета Латвии 17 марта 1944 года.

## Биография
Родился в «Kalna Kriņģeļi» Кенигской волости. В 1901 году окончил Рижский политехнический институт по специальности инженер-технолог. В университете он вступил в студенческую корпорацию «Selonija». После учёбы он работал на заводе в Средней Азии, а затем в таможенной службе в Польше, в Риге. В 1912 году — соруководитель первой Латвийской оперы. С 1913 года работал в экономическом обществе фермеров. Основатель нескольких ассоциаций и промышленных компаний. Во время Первой мировой войны активно участвовал в работе организаций по оказанию помощи беженцам.
Осенью 1917 года Паэгле участвовал в создании Демократического блока. Когда Демократический блок объединился с временным национальным советом Латвии, образовав Народный совет, он представлял Латвийскую партию независимости. Участвовал в провозглашении Латвии. В первом кабинете министров Временного правительства Латвии он занимал должность министра торговли и промышленности (19 ноября 1918 — 13 июля 1919). После этого работал в Латвийском Красном Кресте, где занимал должность заместителя председателя правления.
После оккупации Латвии Латвийский Красный Крест был закрыт. Во время немецкой оккупации Паэгле работал заместителем начальника благотворительной организации «Народная помощь». С 1944 года в изгнании в Германии. Там он возглавил восстановленный Латвийский Красный Крест.
Умер 1 декабря 1962 года в доме престарелых Insula недалеко от Берхтесгадена (Бавария). Урна с прахом была размещена на кладбище латвийских урн в Эслинген-ам-Неккаре. Позднее она была перевезена в Ригу и похоронена на Лесном кладбище в секторе урн «Селонии».